# بریجان
بریجان، روستایی است از توابع بخش مرکزی شهرستان نکا در استان مازندران ایران.
روستای بریجان در مجاورت روستای ولیجی محله، اومال و قلعه سر قرار دارد.

## جمعیت
این روستا در دهستان پی‌رجه قرار دارد و براساس سرشماری مرکز آمار ایران در سال ۱۳۸۵، جمعیت آن ۵۴۹ نفر (۱۳۴خانوار) بوده‌است. مردم بریجان از قومیت طبری هستند. مردم بریجان به زبان طبری (مازندرانی) سخن می‌گویند.